# 出会い玉
『出会い玉』（であいだま）は、シムス、スターサインのダウンロード専用パズルゲーム。

## 概要
別々の場所にある2つの球を同時に転がしてゴールでちょうどぶつかり合うようにブロックやパネルを置くパズルゲーム。
2019年7月25日には続編『出会い玉2』がNintendo Switch向けダウンロードソフトとして配信されている。

## 評価
3DS版はファミ通クロスレビューで6、6、7。6の25点。レビュアーは「ルールや操作がわかりやすくてお手軽に楽しめる」「3つの異なるモードがあるのがいい」とした一方「正解が見つけやすくてあとは玉の速度を調整するだけ」「クリアしてもグラフィックや演出が簡素なため喜びが薄い」「玉を方向転換させるパネルがどちらに向くものなのかわかりにくい」「仕掛けのバリエーションが少ない」「アプリ版が基本無料なのに対して有料の本作に追加要素が欲しかった」「全30面中10面以降のバランスが大味」とした。